# Dolichos glabrescens
Dolichos glabrescens är en ärtväxtart som beskrevs av Rudolf Wilczek. Dolichos glabrescens ingår i släktet Dolichos och familjen ärtväxter. Inga underarter finns listade i Catalogue of Life.